# Arctocyon
Arctocyon (synoniem: Claenodon) is een geslacht van uitgestorven zoogdieren behorend tot de Arctocyonidae. Het geslacht leefde in het Paleoceen in Noord-Amerika en West-Europa.

## Fossiele vondsten
In Noord-Amerika zijn in Canada en de Verenigde Staten fossielen van Arctocyon gevonden. Deze vondsten dateren uit de North American Land Mammal Ages Laat-Torrejonian en Tiffanian. Europese vondsten van Arctocyon zijn gedaan in Walbeck in Saksen-Anhalt en Cernay-lès-Reims in het bekken van Parijs.

## Kenmerken
De Arctocyon-soorten hadden het formaat van een wolf tot een beer. Het waren logge dieren met korte, robuuste poten, geklauwde voeten en een stevige, lange staart. Deze archaïsche anatomie deelde Arctocyon met veel andere zoogdieren uit het Paleoceen en de lichaamsbouw kwam meer overeen met die van borhyaenoiden dan met die van enig hedendaags zoogdier. De schedel van Arctocyon is lang en laag met een carnivoorachtige bouw een mild verlengde snuit. De hoektanden zijn groot met scheurende vlakken voor het eten van vlees, waarbij de onderste krachtiger waren dan de bovenste. De vorm van de overige tanden laat echter zien dat vlees maar klein deel van voedingspatroon van Arctocyon uitmaakte en dat het hoofdzakelijk een herbivoor was. Het gebit met brede kiezen komt overeen met hedendaagse beren en vermoedelijk had Arctocyon een vergelijkbare omnivore leefwijze. Arctocyon was een zoolganger.
De Europese A. primaevus en de Noord-Amerikaanse A. ferox hadden het formaat van een wolf. Van beide soorten zijn schedels gevonden: in het Franse Cernay is een goed bewaarde schedel van 20 cm lang gevonden, terwijl in het San Juan-bekken in New Mexico meerdere schedels zijn gevonden. De schedel van A. ferox was langer dan die van A. primaevus. De relatief flexibele gewrichten en de gekromde vingers van A. primaevus wijzen er op dat deze soort net als beren ook vrij goed kon klimmen. 
A. corrugatus was ongeveer een vijfde kleiner dan A. ferox. Van alle soorten uit het geslacht was A. corrugatus het meest aangepast aan een carnivore leefwijze gezien de bouw van de schedel met betere aanhechtingspunten voor krachtige spieren dan bij de andere soorten en valse kiezen met scheurvlakken. 
A. acrogenius (synoniem: A. mumak) was met het formaat van een beer de grootste soort. Het leefde op de grond en had ook aanpassingen om te graven. 